# Pataviumart
Pataviumart S.r.l. — італійська фабрика, що виробляє освітлювальні прилади, меблі та елементи декору інтер'єру. Заснована у 1959 році подружжям Адріано та Інес Гом'єро у Падуї. З 1971 року головний офіс розташовується на віллі XVI століття Воллемборг (у передмісті Падуї). Стиль освітлення — неокласицизм.

## Історія
Назва фабрики «Patavium» походиться від латинського імені міста Падуя. Починало подружжя свою діяльність з того, що комбінували в інтер'єрі створені ними світильники із антикваріатом, оскільки їх надихали старовинні твори мистецтва. Впродовж багатьох років компанія розвивалась саме у цих двох напрямках. Адріано Гом'єро помер у 1984 році і підприємство очолила його донька, Сімонетта Гом'єро. У 2005 році до неї приєднався молодший брат Крістіан.
Продукція компанії продається у більше ніж 50 країнах світу.

## Продукція
В ассортимені компанії представлені люстри, настільні, стандартні та настінні лампи, бра, торшери, прикрашені авторськими абажурами. При виготовленні світильників використовується муранське скло, кришталь Swarovski, золото, алебастр, різні види мармуру, срібло, латунь, сталь, скляні перли та інші матеріали.
Також компанія, окрім основного виду діяльності, займається створенням колекцій меблів: шафи, журнальні столики, крісла, стільці, що прикрашені напівдорогоцінним камінням. Головний матеріал — муранське скло, використовується усюди: кольорові скляні пластини, панелі з ручним гравіруванням та ін.